# Venera Faritovna Gimadieva
Venera Faritovna Gimadieva (in russo Венера Фаритовна Гимадиева?; Kazan', 28 maggio 1984) è un soprano russo.

## Biografia
Nel 2011 esordì al Teatro Bol'šoj, dove il suo repertorio annovera i ruoli di Gilda in Rigoletto, Marfa ne La fidanzata dello zar, Xenia in Boris Godunov, Amina ne La sonnambula, Norina in Don Pasquale, Linda in Linda di Chamounix, Violetta ne La traviata e l'eponima protagonista in Sneguročka. Fu nel ruolo di Violetta che esordì al Gran Teatro La Fenice, al Glyndebourne Festival Opera e all'Opéra Bastille nel 2014 e, nello stesso anno, vinse la Maschera d'Oro. Sempre nella stagione 2013/2014 cantò come Giulietta in Romeo e Giulietta a Lima accanto a Juan Diego Flórez, Lucia di Lammermoor e Manon.
Nella stagione 2015/2016 esordì al Covent Garden come Violetta e all'Hollywood Bowl in concerto con la LA Philharmonic Orchestra. Nella stessa stagione fu Lucia a Limoges, Rheims e Rouen, Giulietta ne I Capuleti e i Montecchi alla Deutsche Oper Berlin ed Elvira ne I puritani al Teatro Real, dove cantò anche come Violetta accanto a Leo Nucci nell'allestimento di David McVicar.
Nella stagione 2016/17 fece il suo debutto a La Monnaie e alla Santa Fe Opera nella parte della zarina Šemacha ne Il gallo d'oro e all'Opernhaus Zürich come Lucia. Nella stagione 2017/18 diede un recital all'Edinburgh International Festival e alla Wigmore Hall, cantò come Elvira alla Wiener Staatsoper e come Lucia all'Opera di Stato della Baviera, alla Grand Théâtre de Bordeaux, al Teatro Real e alla Semperoper. Nell'ottobre 2018 esordì all'Opera Nazionale di Washington come Violetta.
Nel 2019 fu Francesca da Rimini alla Het Concertgebouw, Marguerite ne Gli ugonotti e Violetta a Dresda, Lucia a Zurigo, nonché Amina a Berlino. Nel 2021 esordì a Trieste come Violetta, nel 2022 fece il suo debutto all'Adelaide Festival ne Il gallo d'oro ed esordì nel ruolo di Norma a Dresda. Le tensioni politiche causate dall'invasione russa dell'Ucraina resero più rade le sue apparizioni in Occidente. Continuò tuttavia a cantare regolarmente al Bol'šoj, facendo saltuarie apparizioni sulle scene internazionali: fu Donna Anna a Glyndebourne nel 2023 e Liù alla Monnaie nel 2024.